# Шальбург, Вера
Вера Ша́льбург (нем. Vera von Schalburg; 23 ноября 1907, Барнаул — 1946) — разведчица, работавшая на спецслужбы нескольких стран.

## Биография
Вера Шальбург — дочь датского коммерсанта Августа Теодора Шальбурга, занимавшегося в Алтайском округе закупками молочной продукции, и его русской жены, имевшей дворянское происхождение. Кристиан Фредерик фон Шальбург приходится ей старшим братом. В 1918 году семья эмигрировала из России в Данию. Вера сначала проживала в Копенгагене, затем переехала в Париж. Под именем Вера Коттани-Шальбур она танцевала в Фоли-Бержер. В 1930-е годы была завербована советской разведкой, подвергалась шантажу, пережила покушение. Через брата вышла на абвер. Офицер германской разведки Гильмар Диркс влюбился в неё и увёз в Гамбург, где Вера продолжила служить германской внешней разведке. 
В период подготовки операции по вторжению в Англию Вера Шальбург была включена в состав разведгруппы вместе с Теодором Дрюке и Робертом Петтером, известным также как Вернер Генрих Вельти. В ночь с 29 на 30 сентября 1940 года троих разведчиков сбросили с гидросамолёта в 150 метрах от побережья Шотландии (операция «Лена»). Группа вскоре была арестована, обоих мужчин казнили. Шальбург же согласилась сотрудничать с британской контрразведкой МИ-5 и до 1945 года содержалась в заключении в Великобритании. С ней работал Иона Устинов. После войны она сначала уехала в Германию, но затем вернулась в Великобританию, где и прожила до самой смерти
История жизни Веры Шальбург была экранизирована в 2012 году в фильме «Шпионка», роль Веры исполнила Валерия Нихаус.